# Numéro zéro
Pour l’article ayant un titre homophone, voir Numéros zéros.
Pour plus de détails, voir Fiche technique et Distribution.
Numéro zéro est un  documentaire français de Jean Eustache réalisé en 1971 et sorti en salles en 2003.

## Fiche technique
- Titre : Numéro zéro
- Réalisateur : Jean Eustache
- Image : Philippe Théaudière et Adolfo Arrieta
- Montage : Jean Eustache
- Son : Jean-Pierre Ruh
- Interviewée : Odette Robert
- Interviewer : Jean Eustache
- Production : Jean Eustache
- Année de tournage : 1971
- Durée : 110 minutes
- Date de sortie : 22 janvier 2003

## Diffusion
Jean Eustache a diffusé Numéro zéro en 1971 chez lui devant huit spectateurs (dix ont été invités), dont Jean-Marie Straub et Danièle Huillet mais ne fait rien pour diffuser son film.
En 1980, il accepte de diffuser une version courte de ce film, intitulée Odette Robert, à la télévision.
Le cinéaste Pedro Costa, qui a entendu parler du film par Jean-Marie Straub, fait en sorte de retrouver et restaurer une version de ce film et permet ainsi une sortie en salle en 2003.
Dans un entretien en 1971 dans La Revue du cinéma, il annonce vouloir spéculer sur le film, puisqu'il ne trouvait pas de producteurs, et prévoyait de spéculer sur un Numéro Un, puis Deux, etc. avec un sous-titre potentiel.

## Analyse
Dans ce film, Jean Eustache filme en continu sa grand-mère, Odette Robert, à l'aide de deux caméras fixes qui permettent d'avoir un film en temps réel.